# 伊麗莎白萊克 (密歇根州)
伊麗莎白萊克（英語：Elizabeth Lake）是位於美國密歇根州奧克蘭縣沃特福德鎮區的一個非建制地區。

## 地理
伊麗莎白萊克所處的海拔為高於海平面292米（即958英呎），而該地所採用的時區為UTC-5，即北美东部時區（EST）。同時該地設有夏令時間，為UTC-5調快一小時，即UTC-4（EDT）。